# Doddayannegere, Chiknayakanhalli
Doddayannegere là một làng thuộc tehsil Chiknayakanhalli, huyện Tumkur, bang Karnataka, Ấn Độ.